# Concert per a oboè núm. 2 (Händel)
El Concert per a oboè núm. 1 en si bemoll major (HWV 302a) va ser compost per George Frideric Handel; està escrit per a oboè, orquestra i baix continu. També e coneix com a "Concerto grosso núm. 9". Fou publicat el 1740 en el quart volum de Select Harmony de Walsh.[1] En altres catàlegs de la música de Händel l'obra es referencia com a HG xxi,91; i HHA iv/12,47.
El concert utilitza extensament material musical de les obertures de dos Chandos Anthems: O come, let us sing unto the Lord (HWV 249b) i I will magnify thee (HWV 250a); combina i transporta la música per adaptar-la a un concert per a solista. Es creu que l'obra seria un arranjament realitzat per Händel per a l'oboista holandès Jean Christian Kytch.
Una interpretació típica de l'obra dura gairebé nou minuts.

## Moviments
El concert consta de quatre moviments:
| Núm. | Caràcter | Notes              |
| ---- | -------- | ------------------ |
| 1    | Vivace   |                    |
| 2    | Allegro  | Un fuga.           |
| 3    | Andante  |                    |
| 4    | Allegro  | En compàs ternari. |